# Patrick Sarsfield
Patrick Sarsfield (c. 1660 - 21 d'agost de 1693), I comte de Lucan, Jacobita i soldat irlandès, descendent d'una família d'anglesos vells assentada a Irlanda des de la invasió normanda.

## Context històric
Patrick Sarsfield va néixer a Lucan (Dublín). El seu pare, Patrick Sarsfield, s'havia casat amb Anne, filla de Rory O'Moore, un dels organitzadors de la rebel·lió irlandesa de 1641. La seva família, d'origen normand, posseïa terrenys que reportaven unes rendes de 2.000 lliures anuals. Patrick, el fill menor, va entrar a servir en el Regiment d'Infanteria de Dongan el 6 de febrer de 1678.
Es diu que durant els seus primers anys va arribar a desafiar Lord Thomas Grey, II Comte de Stanford, per un suposat comentari despectiu sobre la sinceritat dels irlandesos (setembre de 1681), i al desembre d'aquest mateix any va ser ferit en un duel.
En 1682-1683, Sarsfield viu a Londres, on intervé en dos segrestos d'hereves. Al maig ajuda al seu amic el Capità Robert Clifford a segrestar Ann Siderlin, una vídua rica, i va tenir la sort de no ser perseguit. Va segrestar llavors Elizabeth Herbert, filla del VIII Baró de Chandos pel seu compte. Elizabeth es va negar a casar-se amb ell, però va accedir a no perseguir-lo a canvi de la seva llibertat.
Durant els dos últims anys del regnat de Carles II, va prestar servei en regiments anglesos inclosos en l'exèrcit de Lluís XIV. L'ascens al tron de Jaume II d'Anglaterra el va portar de nou a la seva Irlanda natal.
Va prendre part en la batalla de Sedgemoor durant la sufocació de la rebel·lió de Monmouth, el 6 de juliol de 1685. En 1686 va ser promogut a coronel. Mentrestant, Jaume II havia decidit remodelar l'exèrcit irlandès, convertint-lo en una força dirigida per catòlics, i Sarsfield, que pertanyia a una família catòlica va ser triat per dirigir aquest canvi. Va tornar a Irlanda amb Richard Talbot, I comte de Tyrconnell, recentment nomenat Comandant en cap pel rei.

## La Guerra Guillemita 1689-1691
En 1688, a la mort sense fills del seu germà gran, Patrick es va trobar en possessió del patrimoni familiar, la qual cosa no li reportaria molts beneficis quan es va trobar en el bàndol perdedor de la guerra civil. Quan el rei Jaume II va reclutar un contingent de soldats irlandesos per defensar les seves opcions al tron durant la Revolució Gloriosa, Sarsfield es va posar al capdavant d'ells. No van participar en grans accions militars, excepte una escaramussa a la Batalla de Reading en 1688 i algunes topades amb forces escoceses al servei de Guillem d'Orange a Wincanton.
Quan l'exèrcit anglès va abandonar al rei, aquest va fugir a França, acompanyat de Patrick. En 1689 tots dos van tornar a Irlanda per iniciar la resistència davant Guillem d'Orange. Durant la Guerra Guillemita d'Irlanda, Sarsfield es va encarregar de mantenir Connacht en mans jacobites. El rei, que el va descriure com un tipus valent, però sense cap, aviat el va ascendir a General de Brigada i, més tard, encara que amb reserves, a General Major.
No obstant això no va ser fins a la batalla del Boyne i el posterior setge de Limerick, en 1690, quan Patrick es va revelar com un líder prominent. La seva captura d'un comboi militar en Ballyneety, entre Limerick i Tipperary, en una operació guiada pel guerriller (rapparee) "Galloping" O'Hogan, va permetre demorar el lloc fins a començaments de l'hivern, la qual cosa va obligar els anglesos a retirar-se
Aquest èxit el va convertir en un heroi popular entre els irlandesos. La seva generositat, la seva valentia i la seva vàlua com a militar ja li havien comerciejat l'afecte del poble. Quan la causa del rei Jaume va fracassar a Irlanda, Sarsfield va signar amb els anglesos el Tractat de Limerick en unes condicions molt avantatjoses per als irlandesos que accedissin a jurar lleialtat al nou rei Guillem III i va partir cap a l'exili a França el 22 de desembre de 1691 juntament amb molts dels seus paisans, en el que va ser conegut com la Fugida de les Oques Salvatges. Una vegada allí, entro al servei del rei de França.
L'historiador Gilbert Burnet, contemporani dels fets, ens mostra a Sarsfield dient a alguns oficials anglesos a Limerick, "Tal com estem ara, canviem els reis i nosaltres tornarem a lluitar una altra vegada contra vosaltres", a causa de la decepció soferta per l'abandó de Jaume i la seva admiració pel geni militar de Guillem.

## Mort
A la seva arribada a França, va rebre el nomenament de tinent general (maréchal-de-camp) del rei Lluís XIV, i va lluitar amb distinció a Flandes fins que va anar mortalment ferit en la batalla de Landen, també coneguda com a Batalla de Neerwinden, el 19 d'agost de 1693. Va morir pocs dies després s Huy, Bèlgica i va ser enterrat a l'església de Sant Martí.
Una placa en la paret d'aquesta església recorda la ubicació aproximada de la seva tomba. Es diu que, mentre es dessagnava, les seves últimes paraules van ser "Tant de bo això hagués estat per Irlanda".

## Descendència
En 1691 havia estat nomenat Comte de Lucan pel rei Jaume. Es va casar amb Lady Honora Burke (o de Burgh), filla del comte de Clanricarde, de la qual va tenir un fill, James Sarsfield, II Comte de Lucan, que va morir sense descendència en 1718 i una filla, de la qual descendeix el general estatunidenc Michael Corcoran.
La seva vídua es va casar amb James Fitz-James. Un renebot de Patrick, Charles Bingham, va rebre el títol de Conde de Lucan, que es va restaurar en 1795.

## Llegat
La memòria de Patrick Sarsfield es conserva de manera especial al comtat de Limerick, on existeix el Pont Sarsfield i el Carrer Sarsfield. La ruta seguida en el seu atac al comboi anglès és coneguda com "la ruta de Sarsfield", i és una popular sendera per caminants i ciclistes entre els comtats de Clare i Limerick. Una placa en el lloc de l'atac, conegut com a Sarsfield Rock, commemora la victòria irlandesa, i la figura de Patrick Sarsfield apareix en l'escut d'armes de Limerick.